# Isabelle Collombat (universitaire)
Pour les articles homonymes, voir Collombat et Isabelle Collombat.
Isabelle Collombat est une traductrice et professeure de traduction française. Après avoir enseigné une quinzaine d'années à l'Université Laval, elle est depuis 2016 professeure à l'Université Sorbonne-Nouvelle où elle dirige l'ESIT depuis 2020.

## Biographie
Après une khâgne au prytanée militaire de La Flèche, Isabelle Collombat intègre l'École spéciale militaire de Saint-Cyr, qu'elle quitte pour suivre des études de lettres à l'université de Tours, au terme desquelles elle s'engage dans la marine nationale. Après 10 ans de service, essentiellement en état-major, elle quitte la Marine avec le grade de lieutenant de vaisseau. Elle s'établit ensuite au Québec où elle obtient une maîtrise en terminologie et traduction puis un doctorat de traductologie de l'Université Laval. Traductrice de l'anglais vers le français, elle pratique la traduction littéraire, signant notamment les traductions d'une dizaine de romans policiers, ainsi que la traduction pragmatique, en tant que traductrice agréée, membre de l'Ordre des traducteurs, terminologues et interprètes agréés du Québec. Elle est recrutée comme professeure à la faculté des lettres de l'Université Laval de Québec où elle enseigne la traduction et la traductologie, publiant de nombreux articles sur ces sujets et la didactique et la science de la traduction. Outre ses activités d'enseignement et de recherche à partir de 1999, elle exerce diverses responsabilités académiques, notamment comme vice-doyenne de la faculté et responsable de diplôme. 
En 2016, elle est élue professeure à l'université Sorbonne-Nouvelle et elle devient en 2020 directrice de l'École supérieure d'interprètes et de traducteurs (ESIT).

## Principales publications

### Traductions
romans policiers d'Eric Wright publiés en français dans la traduction d'Isabelle Collombat
- The Night the Gods Smiled (1983) Publié en français sous le titre La Nuit de toutes les chances, Lévis, Alire, coll. « Romans » no 74, 2004  (ISBN 978-2-92214-585-4)
- Smoke Detector (1984) Publié en français sous le titre Une odeur de fumée, Lévis, Alire, coll. « Romans » no 79, 2004  (ISBN 978-2-92214-589-2)
- Death in the Old Country (1985) Publié en français sous le titre Une mort en Angleterre, Lévis, Alire, coll. « Romans » no 83, 2005  (ISBN 978-2-92214-592-2)
- A Single Death (1986), autre paru sous le  titre The Man Who Changed His Name Publié en français sous le titre Mort d'une femme seule, Lévis, Alire, coll. « Romans » no 88, 2005  (ISBN 978-2-92214-598-4)
- A Body Surrounded by Water (1987) Publié en français sous le titre Morts sur l'Île-du-Prince-Édouard, Lévis, Alire, coll. « Romans » no 93, 2006  (ISBN 978-2-89615-006-9)
- A Question of Murder (1988) Publié en français sous le titre Une affaire explosive, Lévis, Alire, coll. « Romans » no 105, 2006  (ISBN 978-2-89615-013-7)
- A Sensitive Case (1990) Publié en français sous le titre Une affaire délicate, Lévis, Alire, coll. « Romans » no 105, 2007  (ISBN 978-2-89615-017-5)
- Final Cut (1991) Publié en français sous le titre Mort au générique, Lévis, Alire, coll. « Romans » no 111, 2008  (ISBN 978-2-89615-025-0)
- A Fine Italian Hand (1992) Publié en français sous le titre Mort à l'italienne, Lévis, Alire, coll. « Romans » no 120, 2008  (ISBN 978-2-89615-033-5)
- Death by Degrees (1993) Publié en français sous le titre Une mort collégiale, Lévis, Alire, coll. « Romans » no 121, 2009  (ISBN 978-2-89615-034-2)
- The Last Hand (2002) Publié en français sous le titre La Dernière Main, Lévis, Alire, coll. « Romans » no 132, 2010  (ISBN 978-2-89615-048-9)

auteurs divers
- Abuelo, nouvelle inédite de Neil Bissoondath, publiée dans K1N (d) Litra, revue de traduction littéraire publiée par l’Université d'Ottawa, 2012
- Your Haunted House Publié en français sous le titre Ta maison hantée, poème de Jacob Scheier (en), publié dans Ellipse (d) n° 86, 2012
- A History of Waiting Publié en français sous le titre  Chronique de l’attente, poème de Tim Lilburn (en), dans Ellipse (d) n° 72, p. 65, numéro consacré aux lauréats et finalistes 2003 du prix du Gouverneur général du Canada

### Articles universitaires
- « L’enseignement de la traduction à l'université : Regards croisés France-Canada », in : Tiffane Levick, Susan Pickford, Enseigner la traduction dans les contextes francophones, Arras, Artois Presses Université, 2021  (ISBN 978-2-8483-2525-5).
- « L’essence du sens, sens dessus dessous : littérature jeunesse et postulat traductif », in Palimpsestes (d), revue de traduction, 2019
- « Skopos Theory as an Extension of Rhetoric » in Poroi (d), An Interdisciplinary Journal of Rhetorical Analysis and Invention, 2017
- « Doute et négociation : La perception des traducteurs professionnels »
- « Flashforward : la traductologie de demain, c’est aujourd’hui », in Meta Journal des traducteurs (d), 2015
- « La Stylistique comparée du français et de l’anglais : la théorie au service de la pratique », in Meta: Journal des traducteurs, 2000
- « Babel 2.0 : mondialisation, traduction et glottodiversité », in Synergies Chili (d) n° 10, 2014 
  - « Babel 2.0: Globalization, translation, glottodiversity »
- « L'Oulipo du traducteur », in Semen, n° 19, 2005
- « Le XXIe siècle : l'âge de la retraduction »
- « Pseudo-traduction : la mise en scène de l'altérité »
- « Traduire l'américanité, d'une francophonie à l'autre »
- « Traduction et variation diatopique dans l'espace francophone »
  - « Tradução e variação diatópica no espaço francófono »
- « L'empathie rationnelle comme posture de traduction »
- « La didáctica del error en el aprendizaje de la traducción »
- « Le discours imagé en vulgarisation scientifique : étude comparée du français et de l'anglais »
- « General Knowledge: A Basic Translation Problem Solving Tool »

## Liens
- Ressources relatives à la recherche :   - Academia (profils)
  - Google Scholar
  - HAL
  - ResearchGate
  - The Conversation
- Notices d'autorité :   - VIAF
  - BnF (données)
  - IdRef
  - GND